# Abrázió

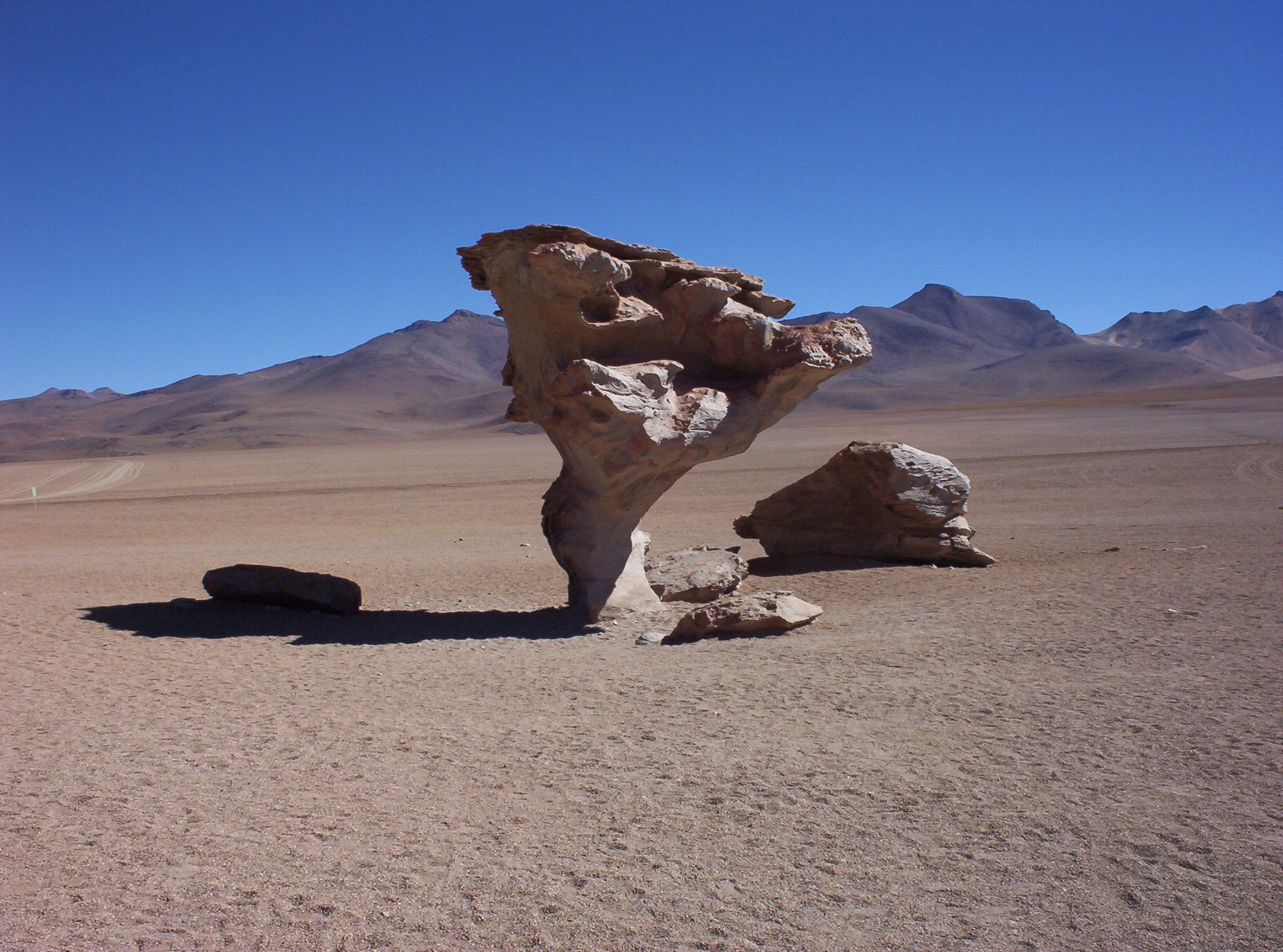
Árbol de pedra („Kő-fa”): Az eróziós erők által fa formájúra alakított kőképződmény az Salar de Uyuni sivatagban

A gleccser abráziós hatása

Az abrázió a kőzetek mechanikai lepusztulása folyóvíz, hullámverés, szél vagy jég hatására. Szűkebb értelemben csak a hullámverés által okozott lepusztulást nevezzük abráziónak. 
A kőzetrétegek pusztulása a kőzettörmelékek dörzsölődése, egymáshoz csapódása miatt következik be. Mivel az egyes kőzetfajták eltérő mértékben állnak ellen a szél, a víz és jég pusztító hatásának, így különböző sziklaívek, tornyok, barlangok jönnek létre (ezeket abráziós formáknak nevezzük). A felaprózódott kőzetanyagot a szél, víz, jég nyugodtabb szakaszokon lerakja, például turzások formájában. 
A gleccserek miközben kiszélesítik a kőzetek elhordásával a szűk hegyi szurdokvölgyeket, a jég által szállított, görgetett kőzeteket a gleccser szélén, morénahalomként tolják maguk előtt.